# Senyals de fum (pel·lícula)
 Senyals de fum  (títol original en anglès:  Smoke Signal) és una pel·lícula estatunidenca dirigida per Jerry Hopper, estrenada el 1955. Ha estat doblada al català.

## Argument[2]
En arribar al fort del riu Vermell, el capità Harper i el seu destacament descobreixen que ha estat atacat pels indis i només queden nou supervivents, entre ells Laura, la filla del Comandant Evans, mort en l'atac, el tinent Ford i el presoner Halliday, que ha de ser jutjat per un consell de guerra, acusat de deserció i traïció. En realitat, Halliday se'n va anar a viure amb els indis, fastiguejat dels maltractaments que patien, i amb la intenció de convèncer-los per mantenir la pau.

## Repartiment
- Dana Andrews: Brett Halliday
- Piper Laurie: Laura Evans
- Rex Reason: Tinent Wayne Ford
- William Talman: Capità Harper
- Milburn Stone: Sergent Miles
- Douglas Spencer: Garode
- William Schallert: Soldat Livingston
- Robert Wilke: Sergent Daly